# Kohei Uchida
Kohei Uchida (内田 航平 Uchida Kohei?), född 19 maj 1993 i Saitama prefektur, är en japansk fotbollsspelare.
Uchida började sin karriär 2012 i Mito HollyHock. Han spelade 150 ligamatcher för klubben. 2018 flyttade han till Tokushima Vortis.